# Mihai Popov
Mihai Popov (n. 1 octombrie 1949, Cioburciu, r. Slobozia, RSS Moldovenească, URSS) este un diplomat din Republica Moldova.  

## Biografie
În anii 1966 - 1971 a studiat la  facultatea de litere a Universității de Stat din Moldova, avându-i ca colegi de promoție pe Leonida Lari, Ilie Telescu, Andrei Țurcanu, Nicolae Dabija, Vasile Romanciuc, Vasile Spinei, Dumitru Turcanu etc.  După satisfacerea stagiului militar (1971 -1973), în perioada 1973-1983 a deținut funcții de conducere în cadrul organizațiilor de tineret (Comsomol) și al Partidului Comunist din RSSM. În perioada 1983 - 1986 a studiat la Academia Diplomatica a Ministerului Afacerilor Externe al URSS (Moscova). A absolvit cu mențiune facultatea Relații Internationale a acestei instituții. Este Doctor în istorie din 1986. Din august 1986 până în noiembrie 1992 a deținut funcția de consilier și prim-consilier al ambasadei URSS, iar ulterior a Federației Ruse din București. În perioada noiembrie 1992- iulie 1993 a fost ministru-consilier al ambasadei Republicii Moldova în Federația Rusă {Moscova}. In iulie 1993 a fost numit primul Ambasador al Republicii Moldova in Regatul Belgiei si seful misiunii RM pe langa Comunitatile Economice Europene si NATO. A fost ministru al afacerilor externe al Republicii Moldova in guvernele conduse de Andrei Sangheli si Ion Ciubuc si membru in Consiliul Suprem de Aparare. (5 aprilie 1994 - 28 iulie 1997), fiind numit in august 1997 in calitate de  primul ambasador al Republicii Moldova în Franța si prin cumul ambasador in Spania si Portugalia. In aceasta perioada a reprezentat Republica Moldova la UNESCO si pe langa  Organizatia Internationala a Francofoniei (Paris). Din octombrie 2002 pana in octombrie 2004 a detinut pentru a doua oara functia de Ambasador al Republicii Moldova în Belgia si prin cumul ambasador in Olanda, Luxemburg si Marea Britanie, precum si seful misiunii Republicii Moldova pe langa Uniunea Europeana si NATO. Începând cu 2005 si pana in 2017 a activat in cadrul  S.C. LUKOIL Romania în funcția de director general adjunct. Are gradul diplomatic de Ambasador Extraordinar si Plenipotentiar si rangul de Consilier de Stat.  A  fost decorat cu ordinul Gloria Muncii, precum  si cu trei distinctii ale statului francez - Ordinul  Legiunea de Onoare, Ordinul National pentru Merit si Ordinul Palmii Academici. Vorbeste limbile romana (materna), rusa si franceza. Din 1971 este casatorit cu Valentina Popov (Tulbure). Are doi copii - Andrei si Olga, precum si patru nepoti. 
Este tatăl lui Andrei Popov, Presedintele Institutului pentru Initiative Strategice, jurnalist, ex-viceministru de externe al Republicii Moldova si fost ambasador al RM in Austria.